# لوری کریستالدو
لوری کریستالدو (انگلیسی: Laurie Cristaldo؛ زادهٔ ۴ مهٔ ۱۹۹۷) بازیکن فوتبال اهل پاراگوئه است.
از باشگاه‌هایی که در آن بازی کرده‌است می‌توان به باشگاه فوتبال لیبرتاد اشاره کرد.
وی همچنین در تیم‌های ملی فوتبال Paraguay women's national under-17 football team, Paraguay women's national under-20 football team، و Paraguay women's national football team بازی کرده‌است.